# Kornelius Sipayung
Kornelius Sipayung OFMCap. (ur. 26 sierpnia 1970 w Bandar Hinalang-Kabanjahe) – indonezyjski duchowny rzymskokatolicki, kapucyn, arcybiskup metropolita Medan od 2019.

## Życiorys

### Prezbiterat
Święcenia kapłańskie przyjął 11 grudnia 1999 w zakonie kapucynów. Był m.in. wychowawcą w zakonnym seminarium oraz nauczycielem w wyższej szkole im. św. Jana w Pematangsiantar. W latach 2012–2015 był wiceprowincjałem, a w kolejnych latach pełnił funkcję przełożonego zakonnej prowincji.

### Episkopat
8 grudnia 2018 papież Franciszek mianował go arcybiskupem metropolitą Medan. Sakry udzielił mu 2 lutego 2019 nuncjusz apostolski w Kolumbii – arcybiskup Piero Pioppo.